# Eurhadina turkey
Eurhadina turkey är en insektsart som beskrevs av Irena Dworakowska 2002. Eurhadina turkey ingår i släktet Eurhadina och familjen dvärgstritar. Inga underarter finns listade i Catalogue of Life.